# 1408
Portal Geschichte | Portal Biografien | Aktuelle Ereignisse | Jahreskalender | Tagesartikel

◄ |
14. Jahrhundert |
15. Jahrhundert
| 16. Jahrhundert | ►

◄ |
1370er |
1380er |
1390er |
1400er
| 1410er | 1420er | 1430er | ►

◄◄ |
◄ |
1404 |
1405 |
1406 |
1407 |
1408
| 1409 | 1410 | 1411 | 1412 | ► | ►►
Staatsoberhäupter  · Nekrolog   · Musikjahr
| Januar | Januar | Januar | Januar | Januar | Januar | Januar | Januar |
| Kw     | Mo     | Di     | Mi     | Do     | Fr     | Sa     | So     |
| ------ | ------ | ------ | ------ | ------ | ------ | ------ | ------ |
| 52     |        |        |        |        |        |        | 1      |
| 1      | 2      | 3      | 4      | 5      | 6      | 7      | 8      |
| 2      | 9      | 10     | 11     | 12     | 13     | 14     | 15     |
| 3      | 16     | 17     | 18     | 19     | 20     | 21     | 22     |
| 4      | 23     | 24     | 25     | 26     | 27     | 28     | 29     |
| 5      | 30     | 31     |        |        |        |        |        |

| Februar | Februar | Februar | Februar | Februar | Februar | Februar | Februar |
| Kw      | Mo      | Di      | Mi      | Do      | Fr      | Sa      | So      |
| ------- | ------- | ------- | ------- | ------- | ------- | ------- | ------- |
| 5       |         |         | 1       | 2       | 3       | 4       | 5       |
| 6       | 6       | 7       | 8       | 9       | 10      | 11      | 12      |
| 7       | 13      | 14      | 15      | 16      | 17      | 18      | 19      |
| 8       | 20      | 21      | 22      | 23      | 24      | 25      | 26      |
| 9       | 27      | 28      | 29      |         |         |         |         |

| März | März | März | März | März | März | März | März |
| Kw   | Mo   | Di   | Mi   | Do   | Fr   | Sa   | So   |
| ---- | ---- | ---- | ---- | ---- | ---- | ---- | ---- |
| 9    |      |      |      | 1    | 2    | 3    | 4    |
| 10   | 5    | 6    | 7    | 8    | 9    | 10   | 11   |
| 11   | 12   | 13   | 14   | 15   | 16   | 17   | 18   |
| 12   | 19   | 20   | 21   | 22   | 23   | 24   | 25   |
| 13   | 26   | 27   | 28   | 29   | 30   | 31   |      |

| April | April | April | April | April | April | April | April |
| Kw    | Mo    | Di    | Mi    | Do    | Fr    | Sa    | So    |
| ----- | ----- | ----- | ----- | ----- | ----- | ----- | ----- |
| 13    |       |       |       |       |       |       | 1     |
| 14    | 2     | 3     | 4     | 5     | 6     | 7     | 8     |
| 15    | 9     | 10    | 11    | 12    | 13    | 14    | 15    |
| 16    | 16    | 17    | 18    | 19    | 20    | 21    | 22    |
| 17    | 23    | 24    | 25    | 26    | 27    | 28    | 29    |
| 18    | 30    |       |       |       |       |       |       |

| Mai | Mai | Mai | Mai | Mai | Mai | Mai | Mai |
| Kw  | Mo  | Di  | Mi  | Do  | Fr  | Sa  | So  |
| --- | --- | --- | --- | --- | --- | --- | --- |
| 18  |     | 1   | 2   | 3   | 4   | 5   | 6   |
| 19  | 7   | 8   | 9   | 10  | 11  | 12  | 13  |
| 20  | 14  | 15  | 16  | 17  | 18  | 19  | 20  |
| 21  | 21  | 22  | 23  | 24  | 25  | 26  | 27  |
| 22  | 28  | 29  | 30  | 31  |     |     |     |

| Juni | Juni | Juni | Juni | Juni | Juni | Juni | Juni |
| Kw   | Mo   | Di   | Mi   | Do   | Fr   | Sa   | So   |
| ---- | ---- | ---- | ---- | ---- | ---- | ---- | ---- |
| 22   |      |      |      |      | 1    | 2    | 3    |
| 23   | 4    | 5    | 6    | 7    | 8    | 9    | 10   |
| 24   | 11   | 12   | 13   | 14   | 15   | 16   | 17   |
| 25   | 18   | 19   | 20   | 21   | 22   | 23   | 24   |
| 26   | 25   | 26   | 27   | 28   | 29   | 30   |      |

| Juli | Juli | Juli | Juli | Juli | Juli | Juli | Juli |
| Kw   | Mo   | Di   | Mi   | Do   | Fr   | Sa   | So   |
| ---- | ---- | ---- | ---- | ---- | ---- | ---- | ---- |
| 26   |      |      |      |      |      |      | 1    |
| 27   | 2    | 3    | 4    | 5    | 6    | 7    | 8    |
| 28   | 9    | 10   | 11   | 12   | 13   | 14   | 15   |
| 29   | 16   | 17   | 18   | 19   | 20   | 21   | 22   |
| 30   | 23   | 24   | 25   | 26   | 27   | 28   | 29   |
| 31   | 30   | 31   |      |      |      |      |      |

| August | August | August | August | August | August | August | August |
| Kw     | Mo     | Di     | Mi     | Do     | Fr     | Sa     | So     |
| ------ | ------ | ------ | ------ | ------ | ------ | ------ | ------ |
| 31     |        |        | 1      | 2      | 3      | 4      | 5      |
| 32     | 6      | 7      | 8      | 9      | 10     | 11     | 12     |
| 33     | 13     | 14     | 15     | 16     | 17     | 18     | 19     |
| 34     | 20     | 21     | 22     | 23     | 24     | 25     | 26     |
| 35     | 27     | 28     | 29     | 30     | 31     |        |        |

| September | September | September | September | September | September | September | September |
| Kw        | Mo        | Di        | Mi        | Do        | Fr        | Sa        | So        |
| --------- | --------- | --------- | --------- | --------- | --------- | --------- | --------- |
| 35        |           |           |           |           |           | 1         | 2         |
| 36        | 3         | 4         | 5         | 6         | 7         | 8         | 9         |
| 37        | 10        | 11        | 12        | 13        | 14        | 15        | 16        |
| 38        | 17        | 18        | 19        | 20        | 21        | 22        | 23        |
| 39        | 24        | 25        | 26        | 27        | 28        | 29        | 30        |

| Oktober | Oktober | Oktober | Oktober | Oktober | Oktober | Oktober | Oktober |
| Kw      | Mo      | Di      | Mi      | Do      | Fr      | Sa      | So      |
| ------- | ------- | ------- | ------- | ------- | ------- | ------- | ------- |
| 40      | 1       | 2       | 3       | 4       | 5       | 6       | 7       |
| 41      | 8       | 9       | 10      | 11      | 12      | 13      | 14      |
| 42      | 15      | 16      | 17      | 18      | 19      | 20      | 21      |
| 43      | 22      | 23      | 24      | 25      | 26      | 27      | 28      |
| 44      | 29      | 30      | 31      |         |         |         |         |

| November | November | November | November | November | November | November | November |
| Kw       | Mo       | Di       | Mi       | Do       | Fr       | Sa       | So       |
| -------- | -------- | -------- | -------- | -------- | -------- | -------- | -------- |
| 44       |          |          |          | 1        | 2        | 3        | 4        |
| 45       | 5        | 6        | 7        | 8        | 9        | 10       | 11       |
| 46       | 12       | 13       | 14       | 15       | 16       | 17       | 18       |
| 47       | 19       | 20       | 21       | 22       | 23       | 24       | 25       |
| 48       | 26       | 27       | 28       | 29       | 30       |          |          |

| Dezember | Dezember | Dezember | Dezember | Dezember | Dezember | Dezember | Dezember |
| Kw       | Mo       | Di       | Mi       | Do       | Fr       | Sa       | So       |
| -------- | -------- | -------- | -------- | -------- | -------- | -------- | -------- |
| 48       |          |          |          |          |          | 1        | 2        |
| 49       | 3        | 4        | 5        | 6        | 7        | 8        | 9        |
| 50       | 10       | 11       | 12       | 13       | 14       | 15       | 16       |
| 51       | 17       | 18       | 19       | 20       | 21       | 22       | 23       |
| 52       | 24       | 25       | 26       | 27       | 28       | 29       | 30       |
| 1        | 31       |          |          |          |          |          |          |

| Januar | Januar | Januar | Januar | Januar | Januar | Januar | Januar |
| Kw     | Mo     | Di     | Mi     | Do     | Fr     | Sa     | So     |
| ------ | ------ | ------ | ------ | ------ | ------ | ------ | ------ |
| 52     |        |        |        |        |        |        | 1      |
| 1      | 2      | 3      | 4      | 5      | 6      | 7      | 8      |
| 2      | 9      | 10     | 11     | 12     | 13     | 14     | 15     |
| 3      | 16     | 17     | 18     | 19     | 20     | 21     | 22     |
| 4      | 23     | 24     | 25     | 26     | 27     | 28     | 29     |
| 5      | 30     | 31     |        |        |        |        |        |

| Februar | Februar | Februar | Februar | Februar | Februar | Februar | Februar |
| Kw      | Mo      | Di      | Mi      | Do      | Fr      | Sa      | So      |
| ------- | ------- | ------- | ------- | ------- | ------- | ------- | ------- |
| 5       |         |         | 1       | 2       | 3       | 4       | 5       |
| 6       | 6       | 7       | 8       | 9       | 10      | 11      | 12      |
| 7       | 13      | 14      | 15      | 16      | 17      | 18      | 19      |
| 8       | 20      | 21      | 22      | 23      | 24      | 25      | 26      |
| 9       | 27      | 28      | 29      |         |         |         |         |

| März | März | März | März | März | März | März | März |
| Kw   | Mo   | Di   | Mi   | Do   | Fr   | Sa   | So   |
| ---- | ---- | ---- | ---- | ---- | ---- | ---- | ---- |
| 9    |      |      |      | 1    | 2    | 3    | 4    |
| 10   | 5    | 6    | 7    | 8    | 9    | 10   | 11   |
| 11   | 12   | 13   | 14   | 15   | 16   | 17   | 18   |
| 12   | 19   | 20   | 21   | 22   | 23   | 24   | 25   |
| 13   | 26   | 27   | 28   | 29   | 30   | 31   |      |

| April | April | April | April | April | April | April | April |
| Kw    | Mo    | Di    | Mi    | Do    | Fr    | Sa    | So    |
| ----- | ----- | ----- | ----- | ----- | ----- | ----- | ----- |
| 13    |       |       |       |       |       |       | 1     |
| 14    | 2     | 3     | 4     | 5     | 6     | 7     | 8     |
| 15    | 9     | 10    | 11    | 12    | 13    | 14    | 15    |
| 16    | 16    | 17    | 18    | 19    | 20    | 21    | 22    |
| 17    | 23    | 24    | 25    | 26    | 27    | 28    | 29    |
| 18    | 30    |       |       |       |       |       |       |

| Mai | Mai | Mai | Mai | Mai | Mai | Mai | Mai |
| Kw  | Mo  | Di  | Mi  | Do  | Fr  | Sa  | So  |
| --- | --- | --- | --- | --- | --- | --- | --- |
| 18  |     | 1   | 2   | 3   | 4   | 5   | 6   |
| 19  | 7   | 8   | 9   | 10  | 11  | 12  | 13  |
| 20  | 14  | 15  | 16  | 17  | 18  | 19  | 20  |
| 21  | 21  | 22  | 23  | 24  | 25  | 26  | 27  |
| 22  | 28  | 29  | 30  | 31  |     |     |     |

| Juni | Juni | Juni | Juni | Juni | Juni | Juni | Juni |
| Kw   | Mo   | Di   | Mi   | Do   | Fr   | Sa   | So   |
| ---- | ---- | ---- | ---- | ---- | ---- | ---- | ---- |
| 22   |      |      |      |      | 1    | 2    | 3    |
| 23   | 4    | 5    | 6    | 7    | 8    | 9    | 10   |
| 24   | 11   | 12   | 13   | 14   | 15   | 16   | 17   |
| 25   | 18   | 19   | 20   | 21   | 22   | 23   | 24   |
| 26   | 25   | 26   | 27   | 28   | 29   | 30   |      |

| Juli | Juli | Juli | Juli | Juli | Juli | Juli | Juli |
| Kw   | Mo   | Di   | Mi   | Do   | Fr   | Sa   | So   |
| ---- | ---- | ---- | ---- | ---- | ---- | ---- | ---- |
| 26   |      |      |      |      |      |      | 1    |
| 27   | 2    | 3    | 4    | 5    | 6    | 7    | 8    |
| 28   | 9    | 10   | 11   | 12   | 13   | 14   | 15   |
| 29   | 16   | 17   | 18   | 19   | 20   | 21   | 22   |
| 30   | 23   | 24   | 25   | 26   | 27   | 28   | 29   |
| 31   | 30   | 31   |      |      |      |      |      |

| August | August | August | August | August | August | August | August |
| Kw     | Mo     | Di     | Mi     | Do     | Fr     | Sa     | So     |
| ------ | ------ | ------ | ------ | ------ | ------ | ------ | ------ |
| 31     |        |        | 1      | 2      | 3      | 4      | 5      |
| 32     | 6      | 7      | 8      | 9      | 10     | 11     | 12     |
| 33     | 13     | 14     | 15     | 16     | 17     | 18     | 19     |
| 34     | 20     | 21     | 22     | 23     | 24     | 25     | 26     |
| 35     | 27     | 28     | 29     | 30     | 31     |        |        |

| September | September | September | September | September | September | September | September |
| Kw        | Mo        | Di        | Mi        | Do        | Fr        | Sa        | So        |
| --------- | --------- | --------- | --------- | --------- | --------- | --------- | --------- |
| 35        |           |           |           |           |           | 1         | 2         |
| 36        | 3         | 4         | 5         | 6         | 7         | 8         | 9         |
| 37        | 10        | 11        | 12        | 13        | 14        | 15        | 16        |
| 38        | 17        | 18        | 19        | 20        | 21        | 22        | 23        |
| 39        | 24        | 25        | 26        | 27        | 28        | 29        | 30        |

| Oktober | Oktober | Oktober | Oktober | Oktober | Oktober | Oktober | Oktober |
| Kw      | Mo      | Di      | Mi      | Do      | Fr      | Sa      | So      |
| ------- | ------- | ------- | ------- | ------- | ------- | ------- | ------- |
| 40      | 1       | 2       | 3       | 4       | 5       | 6       | 7       |
| 41      | 8       | 9       | 10      | 11      | 12      | 13      | 14      |
| 42      | 15      | 16      | 17      | 18      | 19      | 20      | 21      |
| 43      | 22      | 23      | 24      | 25      | 26      | 27      | 28      |
| 44      | 29      | 30      | 31      |         |         |         |         |

| November | November | November | November | November | November | November | November |
| Kw       | Mo       | Di       | Mi       | Do       | Fr       | Sa       | So       |
| -------- | -------- | -------- | -------- | -------- | -------- | -------- | -------- |
| 44       |          |          |          | 1        | 2        | 3        | 4        |
| 45       | 5        | 6        | 7        | 8        | 9        | 10       | 11       |
| 46       | 12       | 13       | 14       | 15       | 16       | 17       | 18       |
| 47       | 19       | 20       | 21       | 22       | 23       | 24       | 25       |
| 48       | 26       | 27       | 28       | 29       | 30       |          |          |

| Dezember | Dezember | Dezember | Dezember | Dezember | Dezember | Dezember | Dezember |
| Kw       | Mo       | Di       | Mi       | Do       | Fr       | Sa       | So       |
| -------- | -------- | -------- | -------- | -------- | -------- | -------- | -------- |
| 48       |          |          |          |          |          | 1        | 2        |
| 49       | 3        | 4        | 5        | 6        | 7        | 8        | 9        |
| 50       | 10       | 11       | 12       | 13       | 14       | 15       | 16       |
| 51       | 17       | 18       | 19       | 20       | 21       | 22       | 23       |
| 52       | 24       | 25       | 26       | 27       | 28       | 29       | 30       |
| 1        | 31       |          |          |          |          |          |          |

## Ereignisse

### Politik und Weltgeschehen

#### Iberische Halbinsel
- Mai: Bei einem Vorstoß auf Jaén gegen das Königreich Kastilien stirbt Emir Muhammad VII. von Granada. Sein Bruder Yusuf III., den er bei seinem Herrschaftsantritt 1392 in Salobreña einkerkern hat lassen, um Thronstreitigkeiten zu vermeiden, wird neuer Emir. Yusuf bemüht sich um eine Verbesserung der Beziehungen der Nasriden mit Kastilien und erreicht schon im gleichen Jahr einen Waffenstillstand mit dem christlichen Königreich.

#### Frankreich
- 8. März: In Paris findet vor Guillaume de Tignonville, Vogt von Paris, die Verhandlung über den Mord an Louis de Valois, duc d’Orléans, statt. Johann Ohnefurcht, Herzog von Burgund, gesteht ein, die Tat veranlasst zu haben, doch verteidigt der Theologe und Jurist Jean Petit die Tat vor dem einberufenen Gerichtshof als Akt des Widerstands und als gerechtfertigten Tyrannenmord. Der Konflikt zwischen den Armagnacs und den Bourguignons spitzt sich weiter zu und schwächt Frankreich im Hundertjährigen Krieg.

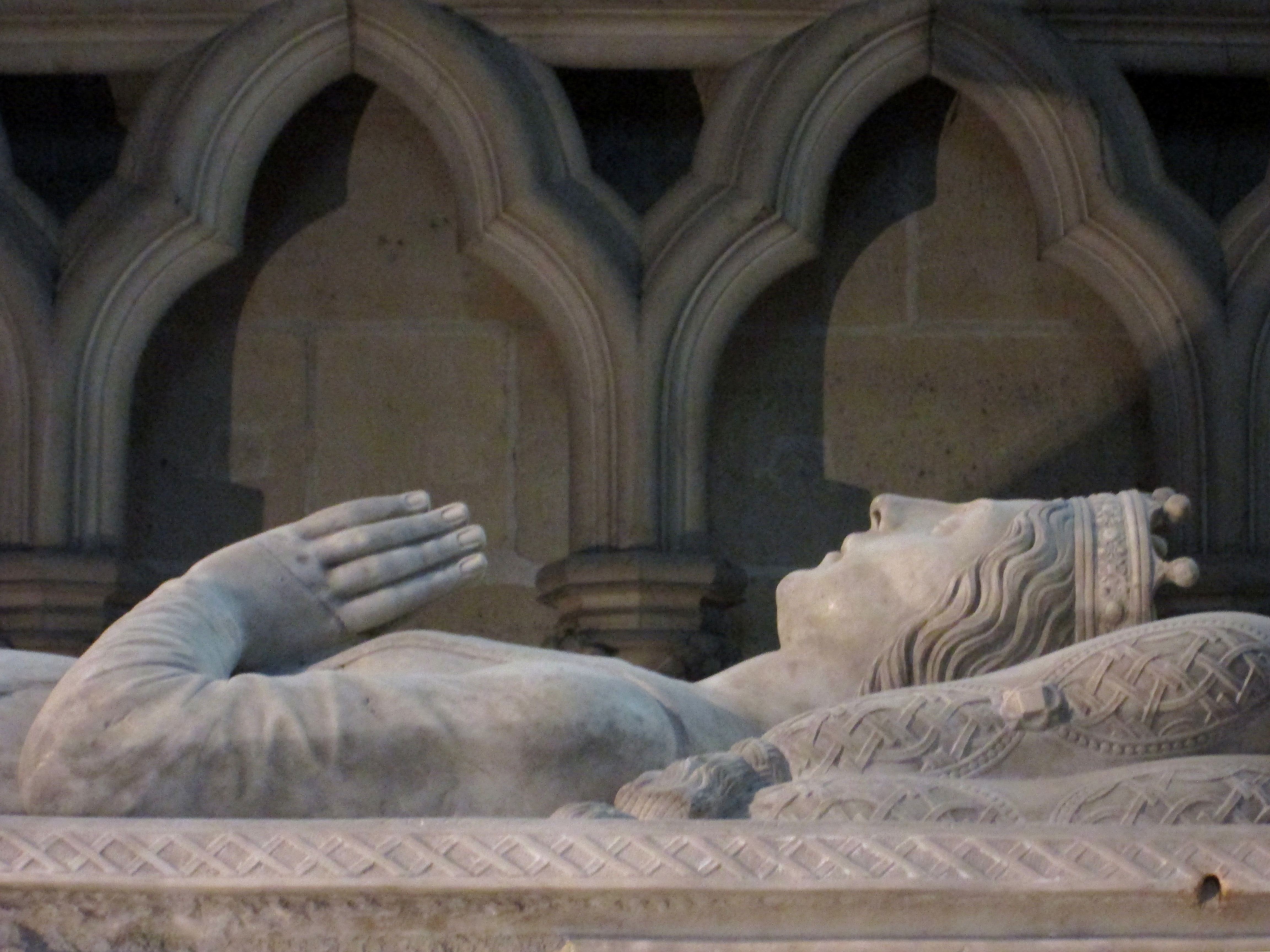
Grabmal der Valentina Visconti

- 4. Dezember: Nachdem Valentina Visconti sich mehr als ein Jahr vergeblich bemüht hat, die Bestrafung Johann Ohnefurchts für den Mord an ihrem Gatten Louis de Valois, duc d’Orléans, durchzusetzen, stirbt sie erschöpft in Schloss Blois an einer Krankheit.

#### Appenzellerkriege
- 13. Januar: In der Schlacht bei Bregenz siegt eine habsburgische Adelskoalition unter der Führung des schwäbischen Ritterbundes Sankt Jörgenschild gemeinsam mit dem Bistum Konstanz und dem Bistum Augsburg über den mit dem Land Appenzell verbündeten Bund ob dem See. Die Appenzeller, die dadurch ihren Mythos der Unbesiegbarkeit verlieren, ziehen sich daraufhin in ihr Stammland zurück. Die Appenzellerkriege neigen sich ihrem vorläufigen Ende zu.
- 4. April: Im Konstanzer Schiedsspruch löst König Ruprecht den während der Appenzellerkriege entstandenen Bund ob dem See auf. Dabei bestätigt er auch die Forderungen des Fürstabts von St. Gallen Kuno von Stoffeln gegen die Appenzeller. Zuvor haben die Vorarlberger, namentlich Feldkircher, Bludenzer, Walgauer und die Montafoner gegen den Willen der Stadt St. Gallen bereits Sonderverhandlungen mit dem Churer Bischof Hartmann geführt. Daraufhin fragt St. Gallen bei Schwyz nach, was zu tun sei. Diese empfehlen der Stadt, dem königlichen Schiedsspruch und dem traditionellen Bund der Bodenseestädte beizutreten, was sie wenig später mit königlicher Erlaubnis auch tut.

#### Weitere Ereignisse im Heiligen Römischen Reich
- 23. September: In der Schlacht von Othée werden Lütticher Aufständische von einem Adelsheer vernichtend geschlagen.
- In Lübeck wird der „Alte Rat“ von einem Neuen Rat gestürzt, dem unter anderem der Goldschmied Heyno Sobbe und der Kaufmann Ditmar von Thünen angehören. 14 Ratsherren, unter ihnen Marquard von Dame, Goswin Klingenberg, Jordan Pleskow, Bruno Warendorp und Hinrich Westhof, verlassen die Stadt und klagen gegen den Neuen Rat vor dem Reichshofgericht.

#### Osteuropa
- 5. Dezember: Der Emir Edigü, Herrscher der Nogaier-Horde, erscheint mit einem großen tatarischen Aufgebot vor Moskau. Seinem Verwüstungsfeldzug durch das Großfürstentum Moskau fallen nahezu alle Städte zum Opfer. Wirren in der Goldenen Horde bewahren Moskau vor dem gleichen Schicksal. Edigü erpresst ein Lösegeld von 3000 Rubel und bricht die Belagerung am 20. Dezember ab.

#### Grönland
- Die Meldung einer Hochzeit in der Kirche von Hvalsey ist das letzte Dokument der Grænlendingar, die seit 986 Grönland besiedelt haben. Erst 1721 werden Europäer wieder beginnen, dauerhafte Stützpunkte anzulegen.[1]

#### Asien
- 20. April: Die Qara Qoyunlu unter Qara Yusuf besiegen die Timuriden vernichtend, wobei Timurs Sohn Miran Schah fällt.

### Wissenschaft und Technik

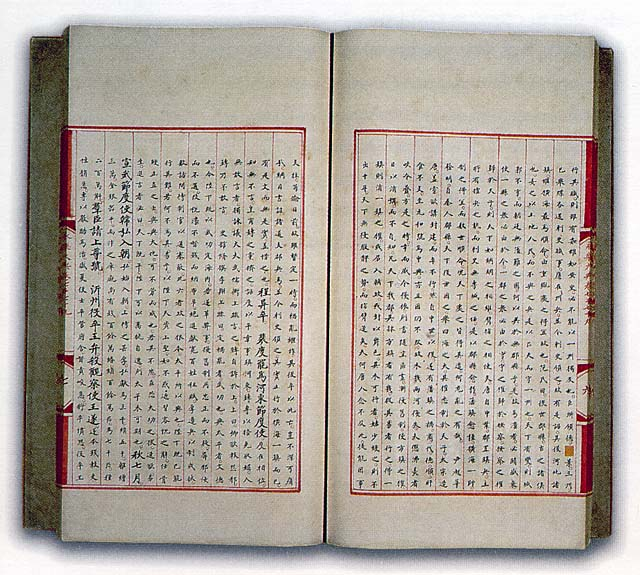
Handschrift der Yongle Dadian

- Die Yongle Dadian wird fertiggestellt. An dieser chinesischen Enzyklopädie der Ming-Dynastie haben über 3.000 Gelehrte gearbeitet, sie umfasst 22.877 Faszikel bzw. 11.095 Bände.

### Kultur
- 24. November: Der Altstadtmarktbrunnen für den Altstadtmarkt in Braunschweig wird gegossen. Mit der Errichtung des Brunnens aus Stein und Metall werden mehrere Ziele verfolgt: Zum einen die Versorgung der Bürger mit frischem, sauberem Quellwasser, verbunden zum anderen aber auch mit der politischen (Selbst-)Darstellung der Hansestadt und ihrer Bürger, insbesondere der Zunft der Gewandschneider, deren Zunfthaus, das sogenannte Klipphaus, direkt an den Altstadtmarkt grenzt und deren Schutzpatronin die auf dem Brunnen abgebildete Heilige Katharina ist. Um dieses Anliegen, nämlich die Repräsentation, zu unterstreichen wird der Brunnen im Zentrum der Altstadt errichtet und ist ursprünglich reich bemalt und vergoldet und vom Wappen der Altstadt, dem steigenden Braunschweiger Löwen, gekrönt. Dieses Altstadtwappen gilt bereits 1408 als Wappen der gesamten Stadt.

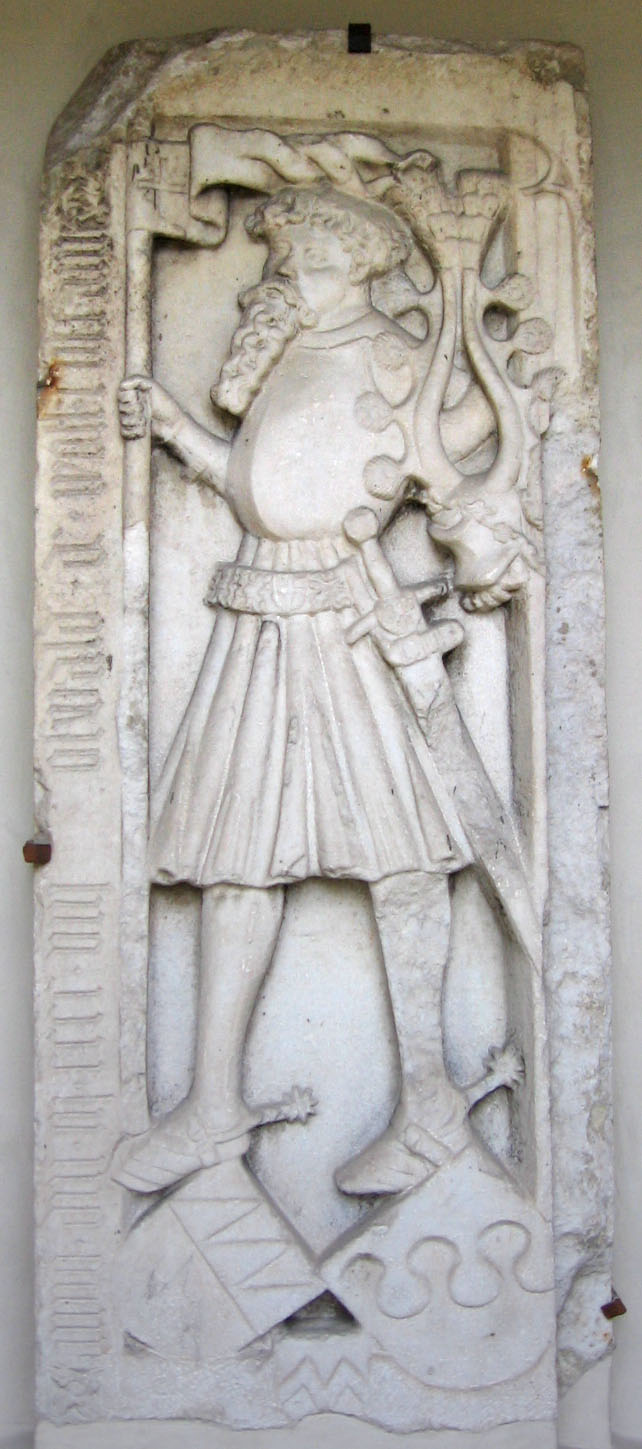
Der Gedenkstein

- Oswald von Wolkenstein gibt als Vorbereitung auf eine Palästinareise einen Denkstein am Brixner Dom in Auftrag, der ihn als Kreuzritter mit langem Pilgerbart zeigt.

### Gesellschaft

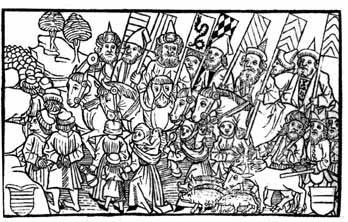
Sigismunds Ordensritter

- 12. Dezember: Der ungarische König Sigismund gründet gemeinsam mit seiner zweiten Frau Barbara von Cilli den Drachenorden, einen Orden ausgewählter Adliger nach dem Vorbild des Sankt-Georg-Ritterordens. Zahlreiche politisch und militärisch einflussreiche Persönlichkeiten sind bei der Einführung des Ordens anwesend, unter anderem der serbische Despot Stefan Lazarević, der slowakische Gespan Stibor von Stibericz und Pipo von Ozora, der Ban von Severin.

### Religion
- um 1408: Die dreischiffige Basilika der Stadtpfarrkirche St. Johannes Baptist in Pfaffenhofen an der Ilm wird fertiggestellt.

## Geboren

### Geburtsdatum gesichert
- 25. Januar: Katharina von Hanau, Gräfin von Henneberg-Schleusingen († 1460)
- 25. März: Agnes von Baden, Herzogin von Schleswig, Gräfin von Holstein und Markgräfin von Baden († 1473)

### Genaues Geburtsdatum unbekannt
- vor August: Ralph Shirley, englischer Esquire († 1466)
- Thomas Lumley, englischer Adeliger und Diplomat († 1485)
- Elsa von Reichenstein, katholische Äbtissin im Kölner Cäcilienstift († um 1485)
- Jean Rolin, französischer Bischof und Kardinal († 1483)
- Johann Vitez, kroatischer Humanist und Erzbischof von Gran († 1472)

### Geboren um 1408
- Uko Fockena, ostfriesischer Häuptling des Moormerlandes und des Emsigerlandes († 1432)
- Richard Tempest, englischer Ritter († 1488)
- 1408 oder 1409: Karl VIII., Reichsverweser und König von Schweden, als Karl I. König von Norwegen († 1470)

## Gestorben

### Januar bis Mai
- 23. Januar: Jutta von Ahaus, Äbtissin im Stift Vreden (* um 1352)
- 19. Februar: Henry Percy, englischer Adeliger (* 1341)
- 20. Februar: Johann von Kittlitz, Bischof von Fürstenwalde und Meißen (* um 1350)
- 10./11. April: Elizabeth Despenser, englische Adelige
- 20. April: Miran Schah, Sohn Tamerlans und Gouverneur der Timuriden (* 1366)
- 18. Mai: Johann IV., Graf von Habsburg-Laufenburg (* um 1355)
- 11. Mai: Muhammad VII., Emir von Granada (* 1377)
- 31. Mai: Angelo Acciaioli, italienischer Bischof und Kardinal der katholischen Kirche (* 1340)
- 31. Mai: Ashikaga Yoshimitsu, japanischer Herrscher des Ashikaga-Shōgunats (* 1358)

### Juni bis Dezember
- 13. Juni: Heinrich Toppler, Bürgermeister von Rothenburg ob der Tauber (* um 1350)
- 18. Juni: Taejo, König des koreanischen Reichs Joseon und Gründer der Joseon-Dynastie (* 1335)
- 24. Juni: Wilhelm II., Graf von Berg und als Wilhelm I. Herzog von Berg (* um 1348)
- 11. Juli: Konrad Vorlauf, Bürgermeister von Wien (* um 1335)
- 22. September: Johannes VII., byzantinischer Kaiser (* 1370)
- 23. September: Heinrich von Horn, Einwohner Lüttichs und Aufständischer

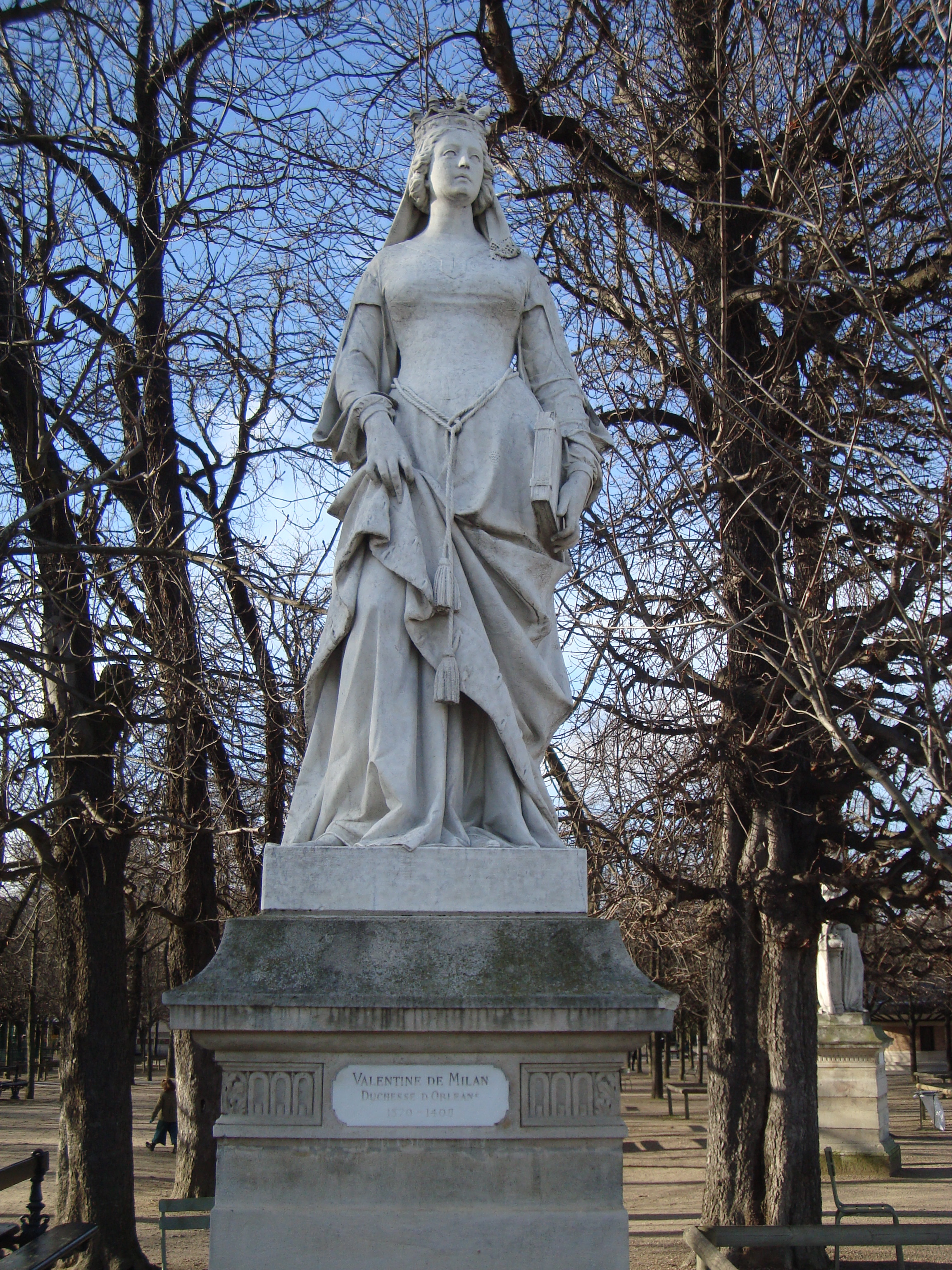
Standbild für Valentina Visconti, im Jardin du Luxembourg

- 04. Dezember: Valentina Visconti, Ehefrau Ludwigs von Valois, des Herzogs von Orléans (* 1368)
- 20. Dezember: Heinrich Eger von Kalkar, deutscher kartäusischer Mystiker und Choraltheoretiker (* 1328)
- 31. Dezember: Elisabeth von der Pfalz, Titularherzogin von Österreich und Gräfin von Tirol (* 1381)

### Genaues Todesdatum unbekannt
- Anne, Herzogin von Bayern-Ingolstadt (* um 1380)
- John Gower, englischer Schriftsteller (* um 1330)